# Аренара (Потенца)
Аренара (итал. Arenara) је насеље у Италији у округу Потенца, региону Базиликата.
Према процени из 2011. у насељу је живело 225 становника. Насеље се налази на надморској висини од 657 м.